# Incidents en Transnistrie en 2022
Invasion de l'Ukraine par la Russie de 2022
Batailles
Offensive de Kiev (Jytomyr, Kiev) : 
- 1re Hostomel
- Tchernobyl
- Ivankiv
- Kiev
- 2e Hostomel
- Vassylkiv
- Boutcha
- Irpin
  - Bombardement de réfugiés
- Jytomyr
- Mochtchoun
- Makariv
- Brovary

Offensive du Nord (Tchernihiv, Soumy) :
- Hloukhiv
- Slavoutytch
- Bombardements
- Soumy
- Trostianets
- Tchernihiv
- Okhtyrka
- Lebedyn
- Konotop
- Romny
- Desna
- Escarmouches frontalières

Russie  (Briansk, Belgorod) :
- Incursions en Russie occidentale
  - Oblast de Briansk
  - Oblasts de Belgorod et de Koursk
    - Incursions de 2024

  - Bombardement de Belgorod
- Oblast de Koursk (août 2024)

Campagne de l'Est (Donetsk, Louhansk, Kharkiv)
Kharkiv :
- 1re Kharkiv
  - Tchouhouïv
  - Bombardements : en février
  - en mars
  - en avril
  - du bâtiment administratif
- Izioum
- 2e Kharkiv
  - Balaklia
  - 1re Koupiansk
  - Chevtchenkove
- 3e Kharkiv

Nord du Donbass:
- Starobilsk
- Sloviansk
  - Dovhenke
  - 1re Lyman
  - Sviatohirsk
  - Bohorodychne et Krasnopillia
  - Bombardements : Bilohorivka
  - Kramatorsk
- Sievierodonetsk
  - Kreminna
  - Donets
  - Roubijné
  - Popasna
  - Tochkivka
  - Massacre
- Lyssytchansk
- 2e Kharkiv
  - Balaklia
  - 1re Koupiansk
  - Chevtchenkove
  - 2e Lyman
- Oblast de Louhansk
  - Ligne Svatove-Kreminna
  - Serebryansky
  - 2e Koupiansk

 Centre du Donbass:
- Horlivka
- Popasna
- Svitlodarsk
- Bakhmout
  - Soledar
- Siversk
- Tchassiv Iar
- Toretsk
- Kourakhove
- Velyka Novossilka
- Novopavlivka

Sud du Donbass :
- Volnovakha
- Marioupol
  - Bombardements : de l'hôpital
  - du théâtre
  - de l'école d'art
- Pisky
- Vouhledar
  - Pavlivka
- Marïnka
- Contre-offensive de 2023
- Avdiïvka
- Novomykhaïlivka
- Pokrovsk
  - Krasnohorivka
  - Toretsk
- Bombardements :
- Makiïvka
- Donetsk

Campagne du Sud (Mykolaïv, Kherson, Zaporijjia)
- 1re Kherson
- Odessa
- Melitopol
- Mykolaïv
  - Bombardements : à fragmentation
  - du bâtiment administratif
- 1re Berdiansk
- Zaporijjia
- Tchornobaïvka
- Enerhodar
- Voznessensk
- Houliaïpole
- Davydiv Brid
- 2e Berdiansk
- Nova Kakhovka
- 2e Kherson
  - Doudtchany
- Dniepr
- Tchoulakivka
- Contre-offensive de 2023
  - Robotyne

Frappes aériennes dans l'Ouest et le Centre de l'Ukraine
- Lviv (02/2022)
- Vinnytsia (03/2022)
- Yavoriv (03/2022)
- Deliatyne (03/2022)
- Dnipro
- Rivne

Guerre navale
- Île des Serpents (02/2022)
- Moskva (04/2022)

Attaques en Crimée
- Novofedorivka (08/2022)
- Djankoï (08/2022)
- Pont de Crimée (10/2022)
- Base navale de Sébastopol (10/2022)
- Pont de Crimée (07/2023)
- Base navale de Sébastopol (09/2023)

Débordement
- Aéroport de Millerovo
- Sabotages en Russie
- Attaques en Transnistrie
- Sabotage des gazoducs Nord Stream
- Terrain d'entraînement militaire de Soloti
- Explosions en Pologne
- Bases aériennes de Dyagilevo et Engels-2
- Base aérienne de Minsk-Matchoulichtchi
- Crise russo-moldave de 2023
  - Accusations de tentative de coup d'État en Moldavie
- Incident de drone de 2023 en mer Noire
- Rébellion du groupe Wagner

Massacres
- Tchernihiv
- Boutcha
- Borodianka
- Olenivka
- Izioum

Les incidents en Transnistrie en 2022 sont une série d'attaques et d’incidents signalés en Transnistrie, qui se produisent entre le 25 et le 27 avril et entre le 5 et le 6 mai 2022, dans le contexte de l'invasion de l'Ukraine par la Russie. 
Les cibles sont le ministère de la Sécurité d’État à Tiraspol, une patrouille des forces armées transnistriennes, plusieurs antennes radio à Maiac, un grand dépôt d’armes et de munitions à Kolbasna, et l’ancien aérodrome situé près du village de Voronkovo. Ces multiples attaques ne sont pas revendiquées et ne font aucune victime, seulement des dégâts matériels. Le motif de ces attaques reste flou, elles ont probablement pour objectif de créer un débordement de la guerre russo-ukrainienne en Moldavie,.

## Déroulement
Le 25 avril 2022, plusieurs explosions sont signalées dans la république autoproclamée de Transnistrie. Les premières explosions touchent le siège du ministère de la Sécurité d'État de Transnistrie à Tiraspol, la capitale de la région sécessionniste.
La milice (police locale) bloque les rues à proximité de l'incident et ne laisse personne s'approcher. Aucune victime n'est documentée. Les rapports préliminaires parlent d'une attaque au lance-grenades,.
Deux explosions endommagent des antennes radio à Maiac (en) le même jour.
Le 26 avril, une unité militaire aurait été attaquée. Les autorités transnistriennes qualifient l'incident de terrorisme.
Le député transnistrien Andrei Safonov (en) déclare à l'agence Tass que « le bombardement du bâtiment par un lance-grenades est une tentative de semer la panique et la peur », affirmant que « les tentatives de mettre la pression sur nous ont été observées auparavant ».
Dans la nuit du 26 au 27 avril, plusieurs drones sont repérés au-dessus du village de Kolbasna (uk) et des coups de feu sont tirés en direction du village depuis l’Ukraine, selon le ministère de l’Intérieur de Transnistrie, qui s'exprime via un communiqué. La cible, selon les autorités transnistriennes, est un grand dépôt d’armes et de munitions situé dans le village, datant de la période soviétique. Aucune victime n’est à déplorer, selon les rapports des autorités.
Dans la soirée du 5 mai, vers 19 h 20 GMT (21 h 20 heure française), une première attaque a lieu près du village de Voronkovo, situé à environ 5 kilomètres de la frontière ukrainienne, dans le district de Rybnitsa, dans la zone de l’ancien aérodrome. Deux bombes sont larguées par un drone. Aucune victime n’est recensée par les autorités transnistriennes.
Dans la soirée du 6 mai, vers 21 h 40, une deuxième attaque a lieu près du village de Voronkovo. Deux premiers engins explosifs auraient été largués depuis un drone. Une heure plus tard, l’attaque est répétée. Cette seconde attaque ne fait aucune victime. Il s’agit de la sixième et dernière attaque documentée en Transnistrie.

## Réactions
Le président de la Transnistrie Vadim Krasnosselski, cité par l'agence Tass, déclare que l'Ukraine est soupçonnée d'être à l'origine de l'attaque. Le ministère ukrainien des Affaires étrangères déclare que les explosions font partie d'un plan de la Russie visant à occuper le sud de l'Ukraine afin d'établir un pont terrestre entre la Transnistrie et la Crimée.
La présidente de la Moldavie Maia Sandu déclare que « les tentatives d'escalade proviennent de factions de la région de Transnistrie qui sont des forces pro-guerre et qui souhaitent déstabiliser la situation dans la région ».